# Omar e Fred
Omar e Fred (Omar et Fred) sono un duo comico francese, composto da Omar Sy (Trappes, 20 gennaio 1978) e Fred Testot (Boulogne-Billancourt, 20 febbraio 1974) e reso celebre grazie al programma TV Le Grand Journal.

## Filmografia parziale
- Asterix e Obelix: Missione Cleopatra (Astérix et Obélix: Mission Cléopâtre; 2002)
- La Loi de Murphy (2009)